# Casa natale di Giuseppe Verdi
La casa natale di Giuseppe Verdi è la casa museo in cui il 10 ottobre 1813 nacque il celebre compositore; ha sede in via della Processione 1 a Roncole Verdi, frazione di Busseto, in provincia di Parma.

## Storia
Giuseppe Antonio e Francesca Verdi presero in affitto il fatiscente edificio nel 1781, per adibirne il piano terreno a osteria ed il livello superiore a loro residenza; per questo nel 1783 avviarono alcuni lavori di ristrutturazione della casa. In seguito alla scomparsa di Giuseppe nel 1798, il figlio Carlo gli subentrò nell'attività di oste e nel 1805 gli si affiancò la moglie Luigia Uttini, giovane filatrice.
Alle 8 di sera del 10 ottobre 1813, festa del patrono della diocesi san Donnino, Luigia diede alla luce nella casa il piccolo Giuseppe, che mostrò fin da bambino spiccate doti musicali, tanto che nel 1821 il padre gli regalò una spinetta di seconda mano, acquistata dal rettore del vicino santuario della Madonna dei Prati; su quello strumento il futuro compositore si esercitò nei primissimi anni, su insegnamento di Pietro Baistrocchi, anziano organista della vicina chiesa di San Michele Arcangelo, del quale prese il posto nel 1823.
Carlo Verdi si riforniva dal bussetano Antonio Barezzi, facoltoso grossista e droghiere, grande appassionato di musica, tanto da aver fondato nel 1816 la Filarmonica di Busseto; fu grazie a lui che il giovane Giuseppe si trasferì a Busseto e venne in contatto con Ferdinando Provesi, direttore della scuola municipale di musica e organista della collegiata di San Bartolomeo Apostolo; lo stesso Barezzi, che sarebbe diventato nel 1836 suocero di Verdi, lo ospitò in casa sua e gli finanziò gli studi a Milano.
Nel 1872 i marchesi Pallavicino, all'epoca proprietari dell'edificio, apposero la prima lapide commemorativa sulla facciata, indicando il loro impegno a non modificare la dimora che aveva ospitato la nascita del compositore; ad essa si aggiunsero altre targhe e, nel 1913, centenario della nascita del Maestro, il busto in bronzo raffigurante Giuseppe Verdi, realizzato dallo scultore Giuseppe Cantù.
Il modesto edificio, nel frattempo dichiarato monumento nazionale e diventato casa museo, fu ristrutturato parzialmente nel 2001 a cura dell'architetto Pierluigi Cervellati, ma subì un radicale intervento di consolidamento e di restauro fra il 2013 e il 2014, che ricostruì anche alcuni dei probabili arredi originari, andati interamente perduti, facendo affidamento anche alla multimedialità.

## Descrizione

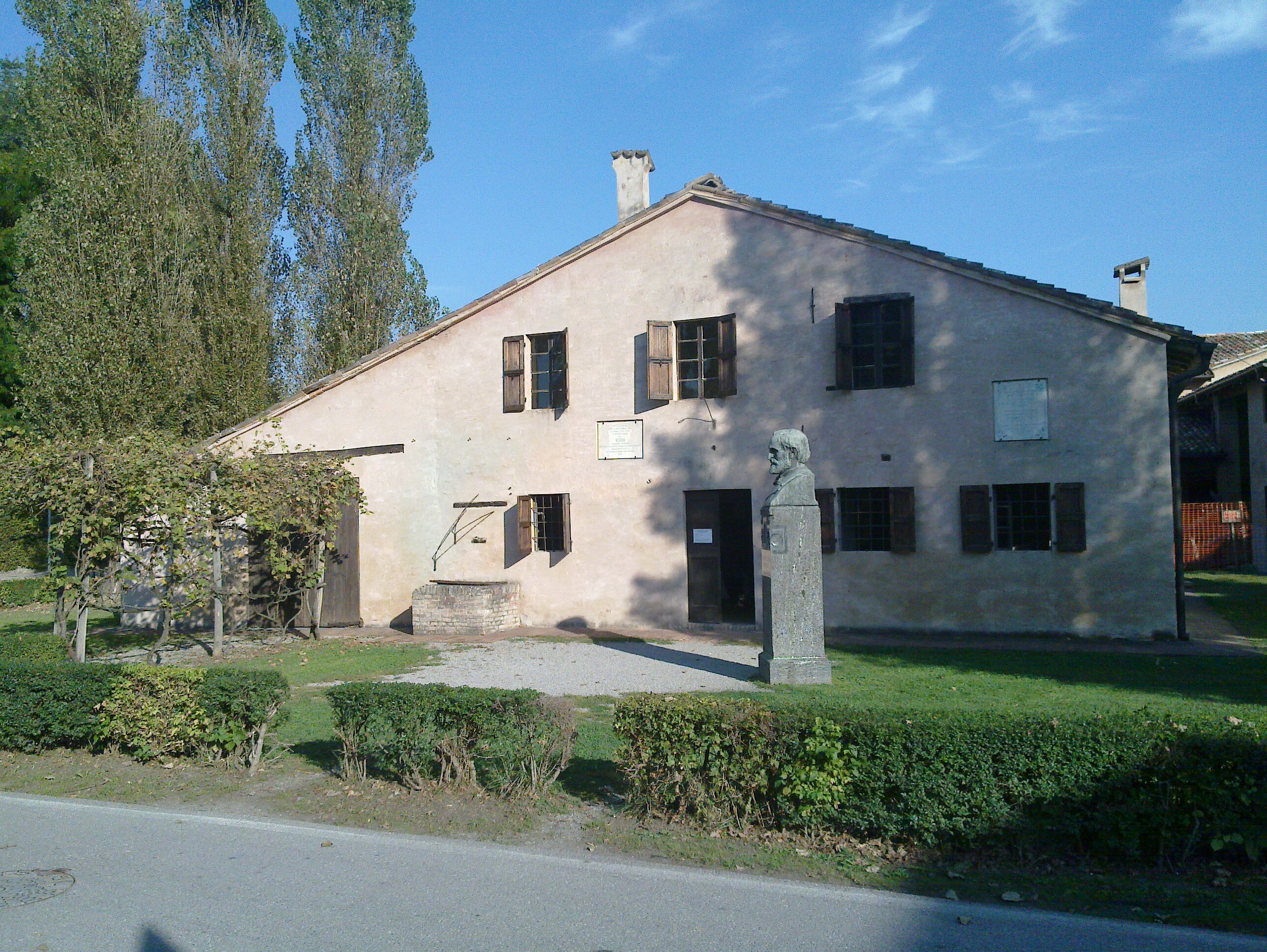
Facciata

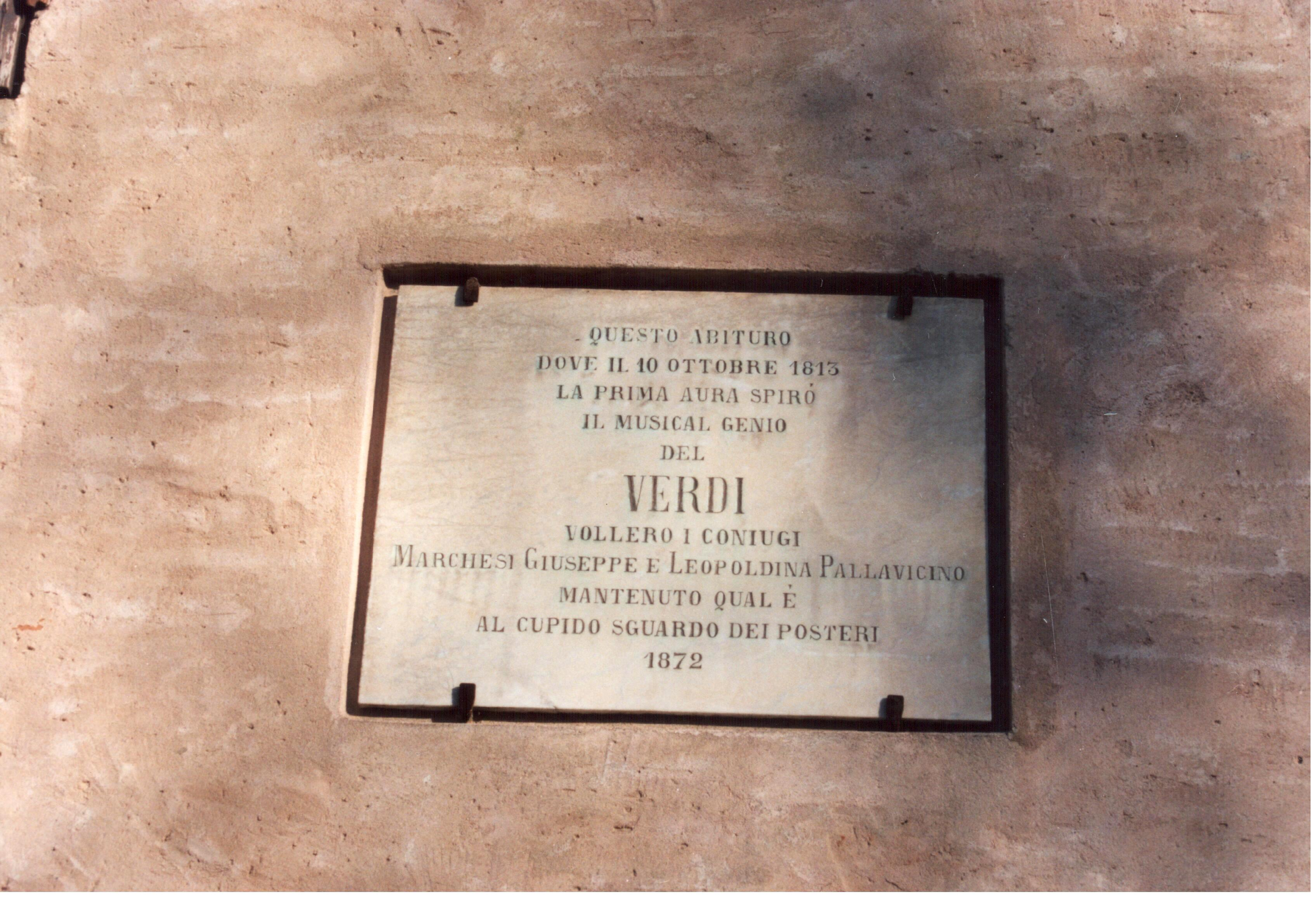
Lapide commemorativa apposta dai marchesi Pallavicino

L'edificio, rimasto immutato dall'epoca in cui vi abitò Giuseppe Verdi, presenta ancora le caratteristiche delle modeste abitazioni di campagna ottocentesche, estremamente povere nelle finiture e negli arredi.
All'esterno la facciata principale è contraddistinta dalla mancanza di decorazioni e di simmetria, evidente in particolare nelle due falde del tetto di lunghezza differente; numerose finestre, di piccole dimensioni e dotate di inferriate per alleggerire la tassa sull'aria che gravava sulle abitazioni agli inizi del XIX secolo, punteggiano la fronte principale, al cui centro si apre l'ingresso dell'antica osteria; nei pressi, all'interno del piccolo giardino antistante l'edificio, è collocato il busto di Verdi innalzato nel 1913. Sulla sinistra un ampio portone dà accesso ai locali accessori, adibiti un tempo a ricovero per il calesse, il cavallo, i maiali, le galline, il fieno, il forno e la fornacella per il bucato.

## Percorso espositivo

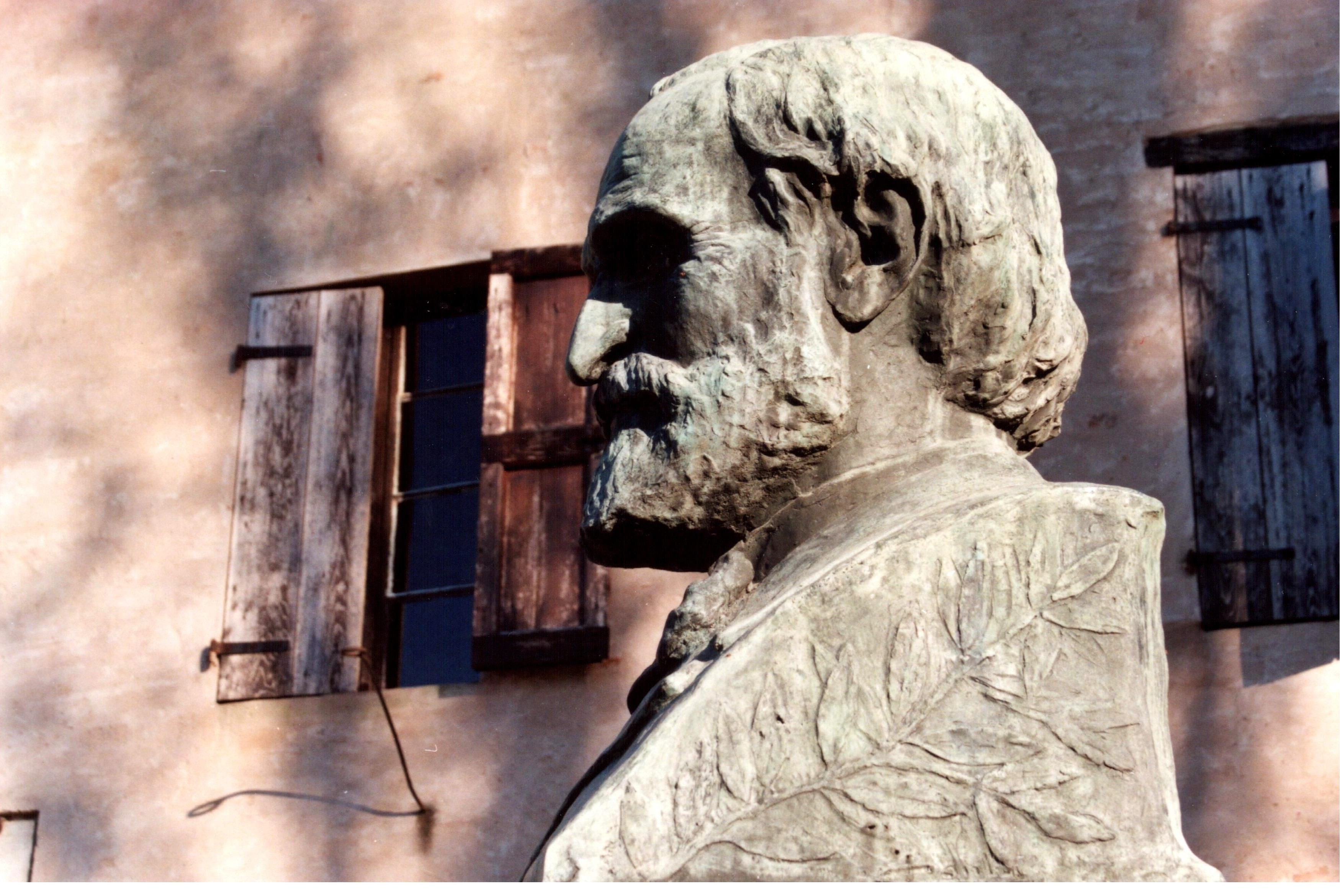
Il busto di Giuseppe Verdi davanti all'ingresso

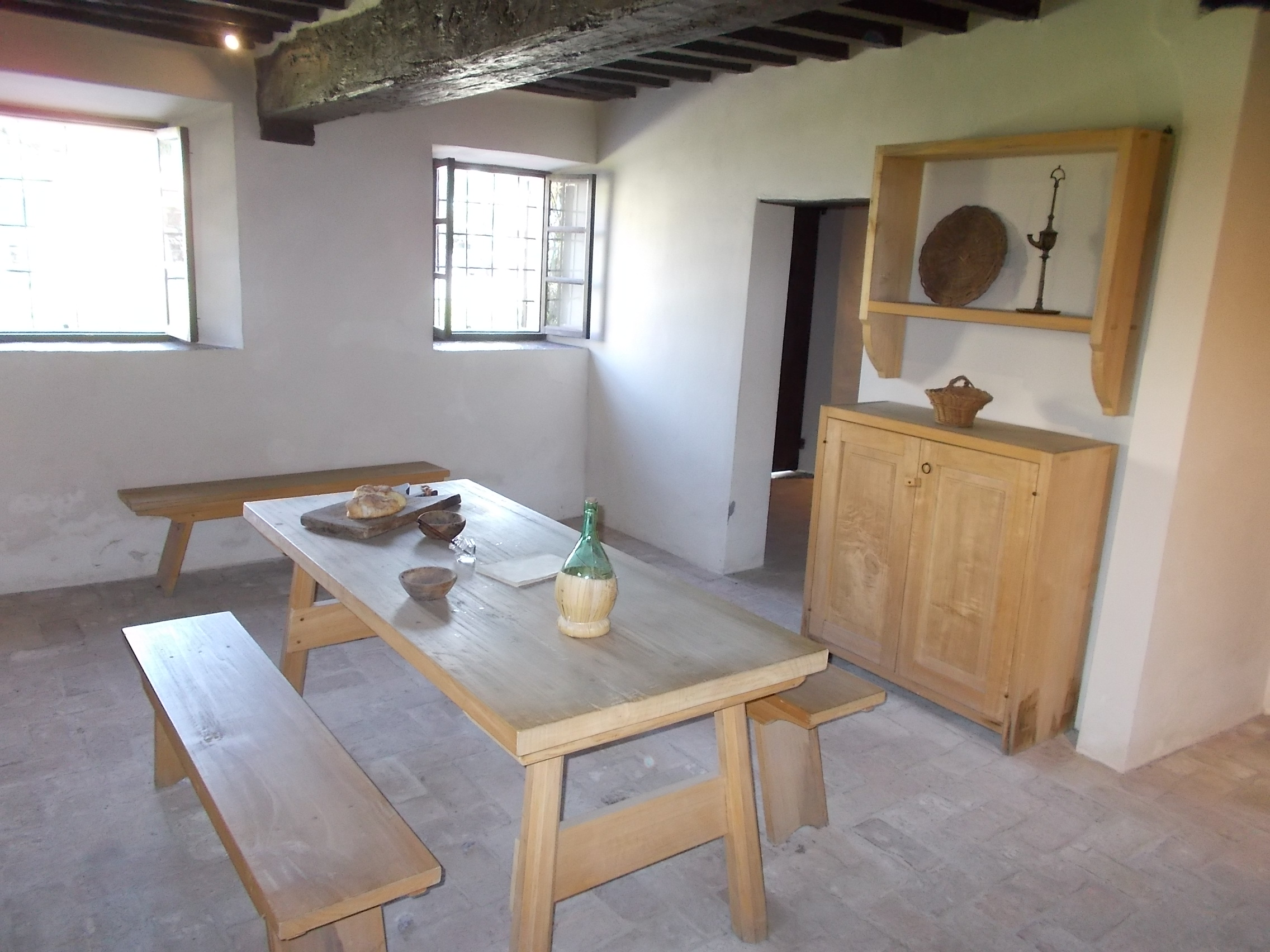
Osteria grande

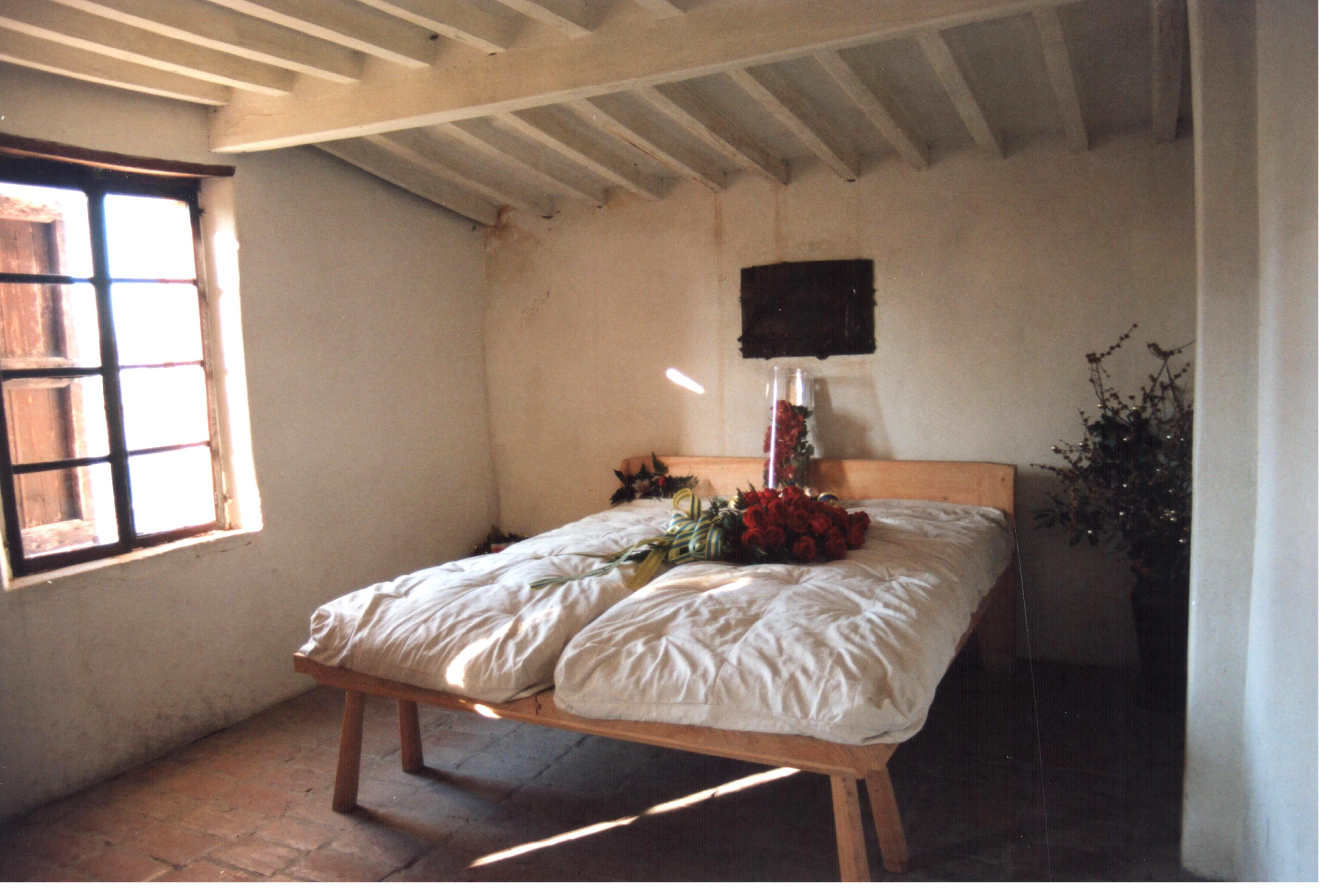
Una delle camere da letto

La struttura consta di una decina di stanze ripartite su due piani, lungo le quali si articola il percorso museale multimediale.
Il primo ambiente è l'ingresso, adibito a biglietteria, che fungeva originariamente da stalla destinata ai cavalli degli avventori dell'osteria e agli animali da cortile; il locale era anticamente sormontato da un ampio fienile. Proseguendo il percorso si giunge alla cantina, nel XIX secolo utilizzata per la stagionatura dei salumi e per la conservazione delle botti di vino, e successivamente a una piccola stanza dedicata alla rivendita di prodotti locali. Accanto si aprono la vecchia cucina, la sala grande e la sala piccola dell'osteria, con i tavoli e il camino.
Una stretta scala conduce al primo piano, ove si trovano le vecchie camere da letto, coperte da semplici solai in pendenza con travi a vista: la sala della nascita, camera matrimoniale in cui nacque Giuseppe Verdi nel 1813; la sala della spinetta, stanza in cui è ospitata una copia dello strumento regalato a Verdi nel 1821; la sala della filatura, sottotetto in cui Luigia Uttini si dedicava alla lavorazione della seta e della canapa; la sala del fulmine, piccolo ambiente in cui è ricordato un evento tragico avvenuto nel 1828 nel santuario della Madonna dei Prati, che Verdi evitò per caso; la sala commemorativa, ambiente in cui sono conservati vari documenti riguardanti il Maestro.